# Ana Denicola
Ana Denicola (Montevideo, 30 de setiembre de 1959) es una química farmacéutica e investigadora uruguaya y profesora titular (grado 5) de la Facultad de Ciencias de la Universidad de la República (UdelaR). También se desempeña como investigadora grado 5 del Programa de Desarrollo de las Ciencias Básicas (PEDECIBA) e investigadora nivel III del Sistema Nacional de Investigadores de la Agencia Nacional de Investigación e Innovación (ANII) del Uruguay. Entre 2000 y 2002 fue la presidenta de la Sociedad Uruguaya de Biociencias (SUB). Desde 2005 a 2010 fue directora del Instituto de Química Biológica de la Facultad de Ciencias. En 2009 ganó el premio Premio Nacional L'Oréal-UNESCO «Por las mujeres en la ciencia» por su investigación en síntesis y evaluación de nuevos polifenoles como activadores de sirtuinas, potenciales moduladores del síndrome metabólico. 

## Trayectoria
Ana Denicola nació en Montevideo, pero es de Tacuarembó, donde se crío y realizó sus estudios preuniversitarios (primaria y secundaria). Entre 1978 y 1984 cursó estudios en la Facultad de Química de la Universidad de la República, graduándose de Bachiller en Química y luego de Química Farmacéutica. En 1989 obtuvo un doctorado en el Instituto Politécnico y Universidad Estatal de Virginia con la tesis "Studies on the pyridine nucleotide-dependent processes in Haemophilus influenzae". Entre 1990 y 1991 realiza un posdoctorado del PEDECIBA en la Facultad de Medicina de la UdelaR. 
En 1983 comenzó su carrera docente en la Facultad de Ciencias. Ya en 1991 pasó a ser profesora adjunta efectiva (grado 3) y en 1998 profesora agregada efectiva. Desde 2008 es profesora titular (grado 5) del Laboratorio de Fisicoquímica Biológica del Instituto de Química Biológica que también dirigió durante dos períodos bianuales. Ha sido docente de los curso de Bioquímica General, Química Analítica, Fisicoquímica Biológica, Enzimología, Biología Parasitaria, Radicales libres, estados excitados y defensas antioxidantes en sistemas biológicos, Degradación y plegamiento de proteínas y Metales en sistemas biológicos, entre otros. Ha sido orientadora de numerosas tesis de grado y posgrado. Así como ha sido ganadora de proyectos a nivel nacional e internacional. Su línea de investigación es la bioquímica de radicales libres y antioxidantes, estrés oxidativo y patologías asociadas. Sus líneas de investigación son la bioproducción y reactividad de especies reactivas del oxígeno y nitrógeno, en particular la caracterización estructural y funcional de modificaciones oxidativas de proteínas.
Es investigadora nivel III (más alto) del Sistema Nacional de Investigadores. Entre 2000 y 2002 dirigió como presidente a la Sociedad Uruguaya de Biociencias (SUB). Entre 2003 y 2004 fue coordinadora del Área Biología del PEDECIBA y formó parte del Consejo Científico del Área. En 2009 obtuvo el Premio Nacional L'Oréal-UNESCO «Por las mujeres en la ciencia» por su investigación en síntesis y evaluación de nuevos polifenoles como activadores de sirtuinas, potenciales moduladores del síndrome metabólico. En 2014 recibe el Premio Morosoli de Plata en el área Ciencia y Tecnología. Es miembro de la Academia Nacional de Ciencias del Uruguay (ANCiU)
Cuenta con más de 60 publicaciones en revistas arbitradas. 

## Premios
- 2009, Premios L'Oréal-UNESCO.
- 2014, Premio Morosoli.

## Publicaciones
- Denicola, A., Batthyány, C., Lissi, E., Freeman, B.A., Rubbo, H., and Radi, R. (2002) “Diffusion of nitric oxide in low density lipoprotein”. J. Biol. Chem. 277, 935-936.
- Radi, R., Denicola, A., Alvarez, B., Ferrer-Sueta, G., and Rubbo, H., The biological chemistry of peroxynitrite, in Nitric Oxide. Biology and Pathobiology, Ignarro, Louis., Ed.,N. Y., Academic Press, pp. 57-82 (2000).
- Cerecetto, H., Di Maio, R., González, M., Risso, M., Saenz, P., Seoane, G., Denicola, A., Peluffo, G., and Quijano, C. (1999) “1,2,5-Oxadiazole N-oxide derivatives and related compounds as potential antitrypanosomal drugs. Structure-activity relationships”. J. Med. Chem. 42, 1941-1950.
- Radi, R., Denicola A., and Freeman, B.A. (1998) “Peroxynitrite reactions with carbon dioxide/bicarbonate” Methods Enzymol., 301, 353-367.
- Denicola, A., Souza, J.M:, and Radi, R. (1998) “Diffusion of peroxynitrite across erythrocyte membranes” Proc. Natl. Acad. Sci., 95, 3566-3571.